# Ptecticus pseudohistrio
Ptecticus pseudohistrio är en tvåvingeart som beskrevs av Rozkosny och Hauser 2001. Ptecticus pseudohistrio ingår i släktet Ptecticus och familjen vapenflugor.
Artens utbredningsområde är Sri Lanka. Inga underarter finns listade i Catalogue of Life.